# Comuna Zaveazanți, Mostîska
Zaveazanți (în ucraineană Зав'язанці) este o comună în raionul Mostîska, regiunea Liov, Ucraina, formată din satele Kneahînîci, Kostîlnîkî, Kropîlnîkî, Nihovîci, Soltîsî, Topilnîțea și Zaveazanți (reședința).

## Demografie
Componența lingvistică a comunei Zaveazanți
     Ucraineană (100%)
Conform recensământului din 2001, toată populația comunei Zaveazanți era vorbitoare de ucraineană (100%).